# Valença de Pallars Jussà
Valença de Pallars Jussà (? - 1182) fou comtessa de Pallars Jussà (1177-1182).
Foren quatre anys de domini comtal de Valença I de Pallars Jussà; se'n té poca documentació, però l'existent mostra una gran feblesa del comtat, directament tutelat pel comte-rei, Alfons el Cast.

## Orígens familiars
Filla de Ramon VI de Pallars Jussà i, segons alguns historiadors, d'una dama de qui es desconeix el nom. Estigué sota l'empara de la seva àvia paterna, Òria d'Entença.
A la mort del seu pare el 1182 ascendí al tron comtal del Pallars Jussà, un tron ja molt debilitat, pràcticament a les mans del rei Alfons I.
No pogué imposar la seva força i a la seva mort, sense fills, nomenà hereva la cosina del seu avi Arnau Mir, Dolça de So.